# 11 5 18 2 5 18
Albums de Yann Tiersen
Kerber
(2021)
11 5 18 2 5 18 est le douzième album de l'auteur-compositeur et musicien français Yann Tiersen, sorti en juin 2022 sur le label Mute/PIAS.

## Création
L'idée de cet album de musique électronique lui vient lors de la préparation de son concert pour le festival Superbooth à Berlin en septembre 2021. Pour ce set, il réutilise des éléments des morceaux de son précédent album, Kerber, dans des versions profondément remaniées.
La suite de nombre 11 5 18 2 5 18 est un code chiffré qui peut être traduit en remplaçant chaque nombre par la lettre ayant le même rang dans l'alphabet. Ainsi 11 devient K (la 11e lettre de l'alphabet), puis : 5 devient E, 18 devient R, 2 devient B, 5 devient E et 18 devient R. Finalement, le titre de l'album est donc KERBER, qui est aussi le titre du onzième et précédent album de Tiersen. Ce douzième album est le pendant numérique, au sens dactylographique et musical, du précédent album (dont le titre s'écrivait en toutes lettres et la musique était plus acoustique)[réf. nécessaire].
Musicalement, l'album, tout en reprenant certaines caractéristique de l'écriture de Tiersen (ostinatos, arpèges au pianos, etc.) évoque tour à tour l'electronica épique d'un Jean-Michel Jarre, la transe planante d'un Klaus Schulze, ou l'électropop des dancefloors des années 2000, voire la musique concrète d'un Pierre Henry[réf. nécessaire].

## Liste des titres
(La transcription littérale est donnée pour chaque titre)
| 11 5 18 2 5 18 | 11 5 18 2 5 18                                                        | 11 5 18 2 5 18 | 11 5 18 2 5 18 | 11 5 18 2 5 18 | 11 5 18 2 5 18 | 11 5 18 2 5 18 | 11 5 18 2 5 18 | 11 5 18 2 5 18 | 11 5 18 2 5 18 |
| No             | Titre                                                                 | Durée          |                |                |                |                |                |                |                |
| -------------- | --------------------------------------------------------------------- | -------------- | -------------- | -------------- | -------------- | -------------- | -------------- | -------------- | -------------- |
| 1.             | 11 5 18 2 5 18 [→Kerber]                                              | 11:39          |                |                |                |                |                |                |                |
| 2.             | 11 5 18. 1 12. 12 15 3 8 [→Ker al Loch]                               | 6:23           |                |                |                |                |                |                |                |
| 3.             | 1 18. 13 1 14 5 18. 11 15 26 8 [→Ar Maner Kozh]                       | 4:23           |                |                |                |                |                |                |                |
| 4.             | 16 1 12 5 19 20 9 14 5 [→Palestine]                                   | 4:57           |                |                |                |                |                |                |                |
| 5.             | 3 8 1 16 20 5 18. 14 9 14 5 20 5 5 14 [→Chapter Nineteen]             | 6:10           |                |                |                |                |                |                |                |
| 6.             | 11 5 18 12 1 14 14 [→Kerlann]                                         | 4:05           |                |                |                |                |                |                |                |
| 7.             | 11 5 18. 25 5 7 21 [→Ker Yegu]                                        | 3:47           |                |                |                |                |                |                |                |
| 8.             | 16 15 21 12 12. 2 15 10 5 18 [→Poull Bojer]                           | 4:33           |                |                |                |                |                |                |                |
| 9.             | 13 1 18 25 (6 5 1 20. 17 21 9 14 17 21 9 19) [→Mary (feat. QUINQUIS)] | 4:05           |                |                |                |                |                |                |                |
| 50:02          |                                                                       |                |                |                |                |                |                |                |                |

Six des neuf pistes sont des transcriptions de titres issus de l'album Kerber. Palestine provient de l'album Dust Lane (2010), de même que Chapter Nineteen qui est alors écrit Chapter 19. Le titre Mary est initialement sorti sur l'album Les Retrouvailles (2005).